# Bérbaltavár
Bérbaltavár é um município da Hungria, situado no condado de Vas. Tem 25,67 km² de área e sua população em 2015 foi estimada em 531 habitantes.